# Fabrizio Fontana (compositore)
Fabrizio Fontana (Torino, 29 luglio 1620 – Roma, 28 dicembre 1695) è stato un organista e compositore italiano.

## Biografia
Ordinato sacerdote, fu iscritto nel 1650 come organista tra i soci della Congregazione di Santa Cecilia a Roma. Prestò servizio in Santa Maria in Vallicella fino al 1657, quando fu chiamato a sostituire Alessandro Costantini all'organo di San Pietro. Nel 1692 divenne organista di Santa Maria dell'Anima.
Pubblicò una raccolta di 12 ricercari (1677) ispirati allo stile "antico e grave" delle Fantasie di Girolamo Frescobaldi.